# 小行星6454
小行星6454（英語：6454）是一颗围绕太阳公转的小行星。1991年10月29日，罗伯特·H·麦克诺特在赛丁泉山发现了此天体。
这颗小行星的绝对星等为276.6548335072051等。